# Murten
Murten (Frans: Morat) is een stadje in het Zwitserse Merenland, halverwege Bern en Lausanne aan het Meer van Murten, op 450 meter boven zeeniveau. Het ligt precies op de taalgrens. De meeste van de 6545 inwoners (2014) spreken zowel Frans als Duits, maar het bestuur van de gemeente en het onderwijs vinden in het Duits plaats.
Murten is een karakteristiek stadje van meer dan 800 jaar oud met een middeleeuws centrum. De oude stadsmuur (bewandelbaar) met torens, het stadhuis, enkele poorten (Berner Tor) alsmede de talloze oude huizen zijn toeristische trekpleisters. De Hauptstrasse is bijzonder sfeervol. Evenzo het kasteeltje uit de 13e eeuw daar vlakbij (de binnenhof biedt uitzicht op het meer). In 1976 is het stadje deels gerestaureerd.
In 1476 versloegen de Zwitserse Eedgenoten hier in de Slag bij Murten de Bourgondische hertog Karel de Stoute. De Slag bij Murten is een van de mijlpalen in de Zwitserse geschiedenis en wordt jaarlijks in juni herdacht. De slag en de overgang van de stad naar de protestantse Hervorming hadden tot gevolg dat het Franstalige stadje een Zwitsersgezinde bevolking kreeg, afkomstig uit het kanton Bern. Het bleef nog lang tweetalig maar toen de Duitstaligen meer dan 80% van de bevolking gingen uitmaken, werd het stedelijk bestuur Duitstalig.
Het “Fribourg Merendistrict” bestaat uit de volgende meren:
- Meer van Biel
- Meer van Neuchâtel
- Meer van Murten

Op deze meren worden boottochten georganiseerd.

## Externe links

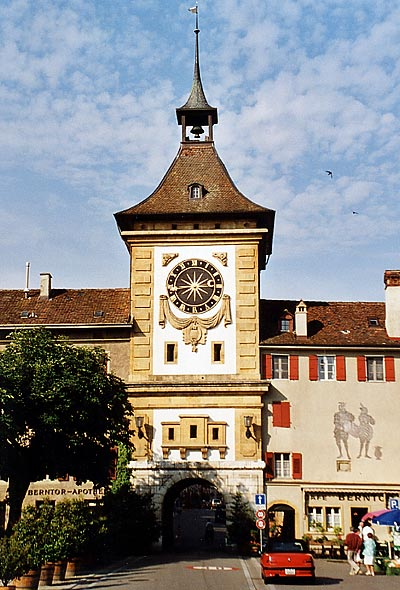
De Berntor

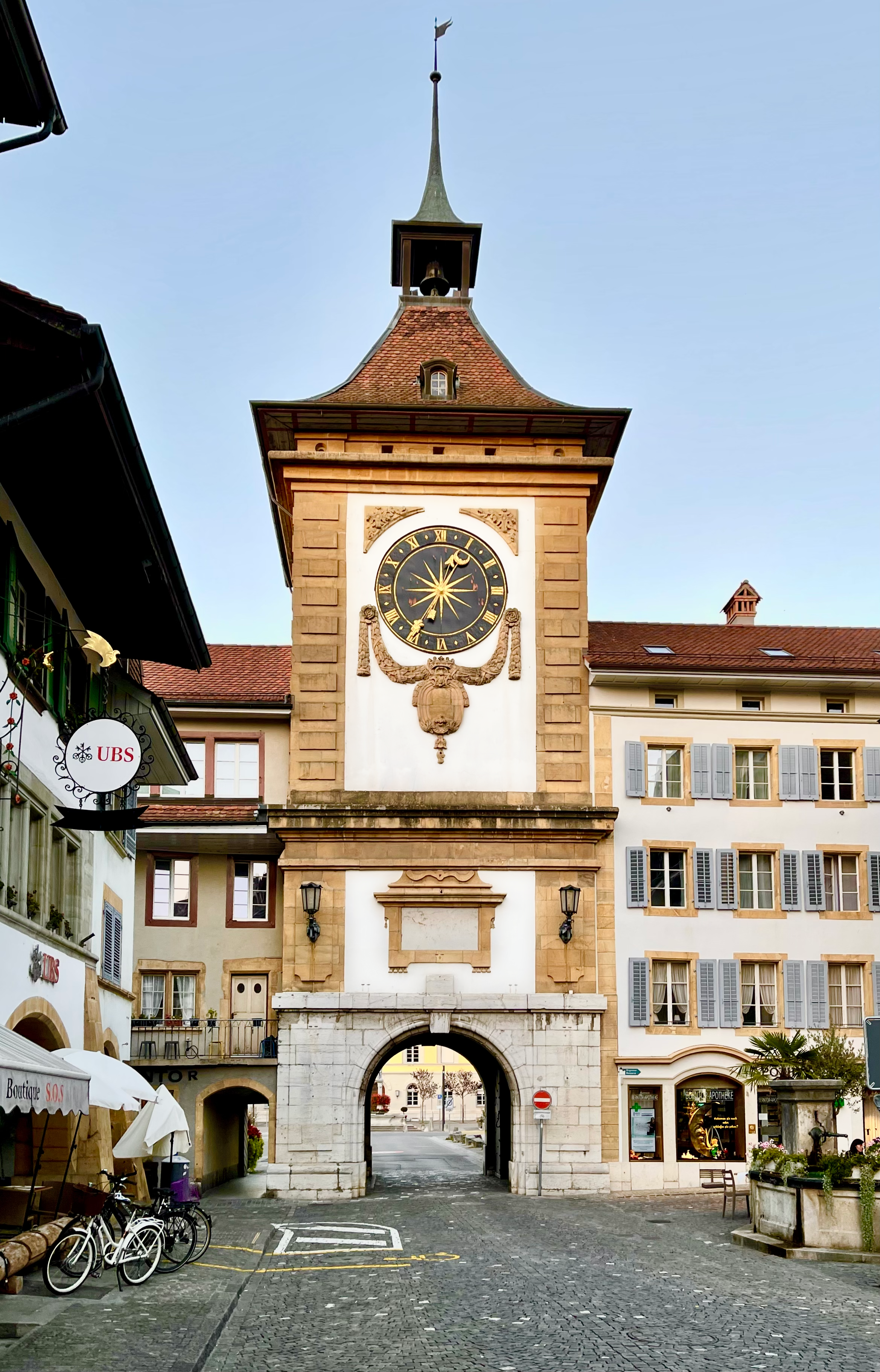
De Berntor, 2023